# Llimbs

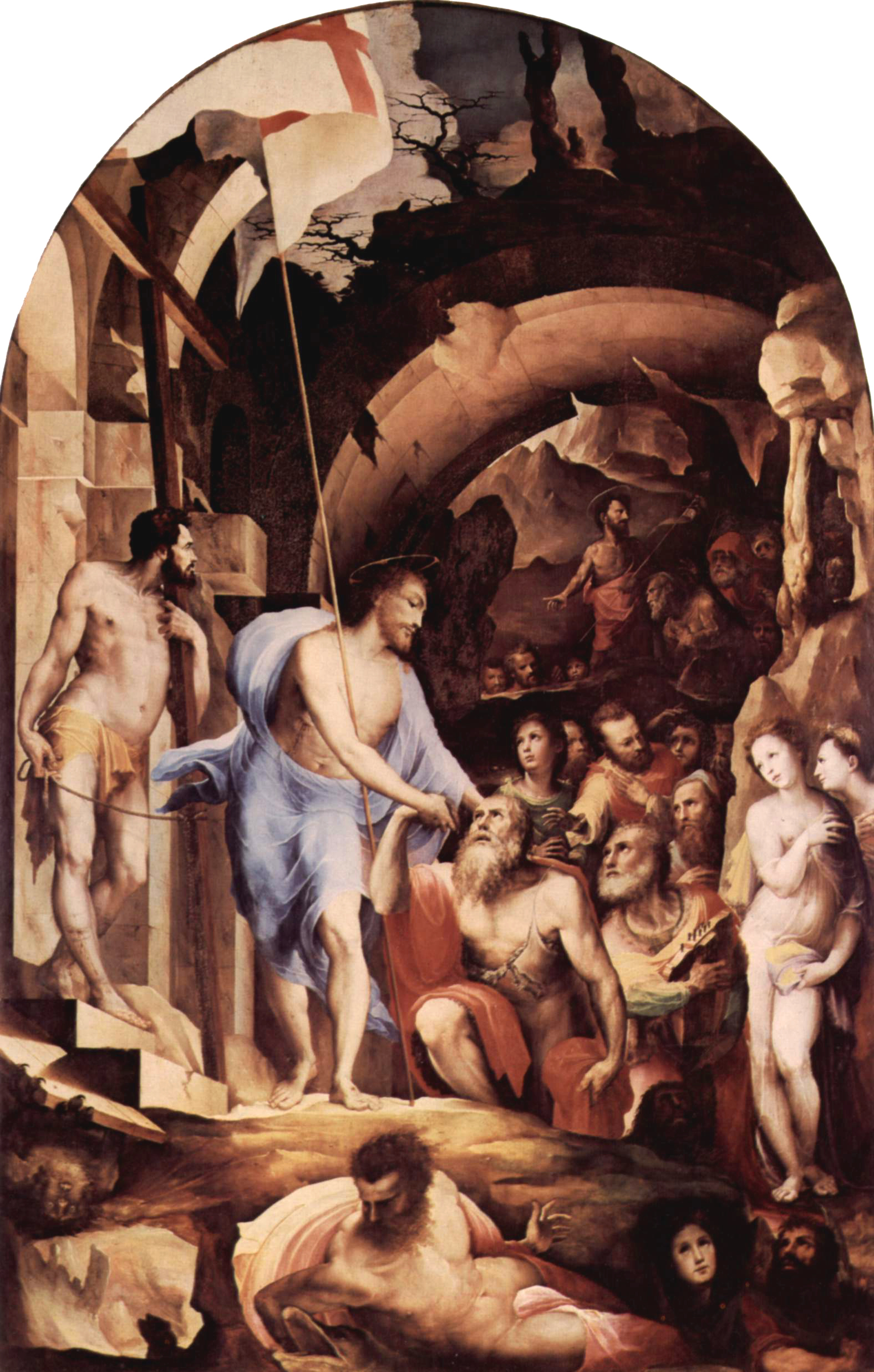
Descens de Crist al Llimbs par Domenico Beccafumi, Pinacoteca Nacional de Siena.

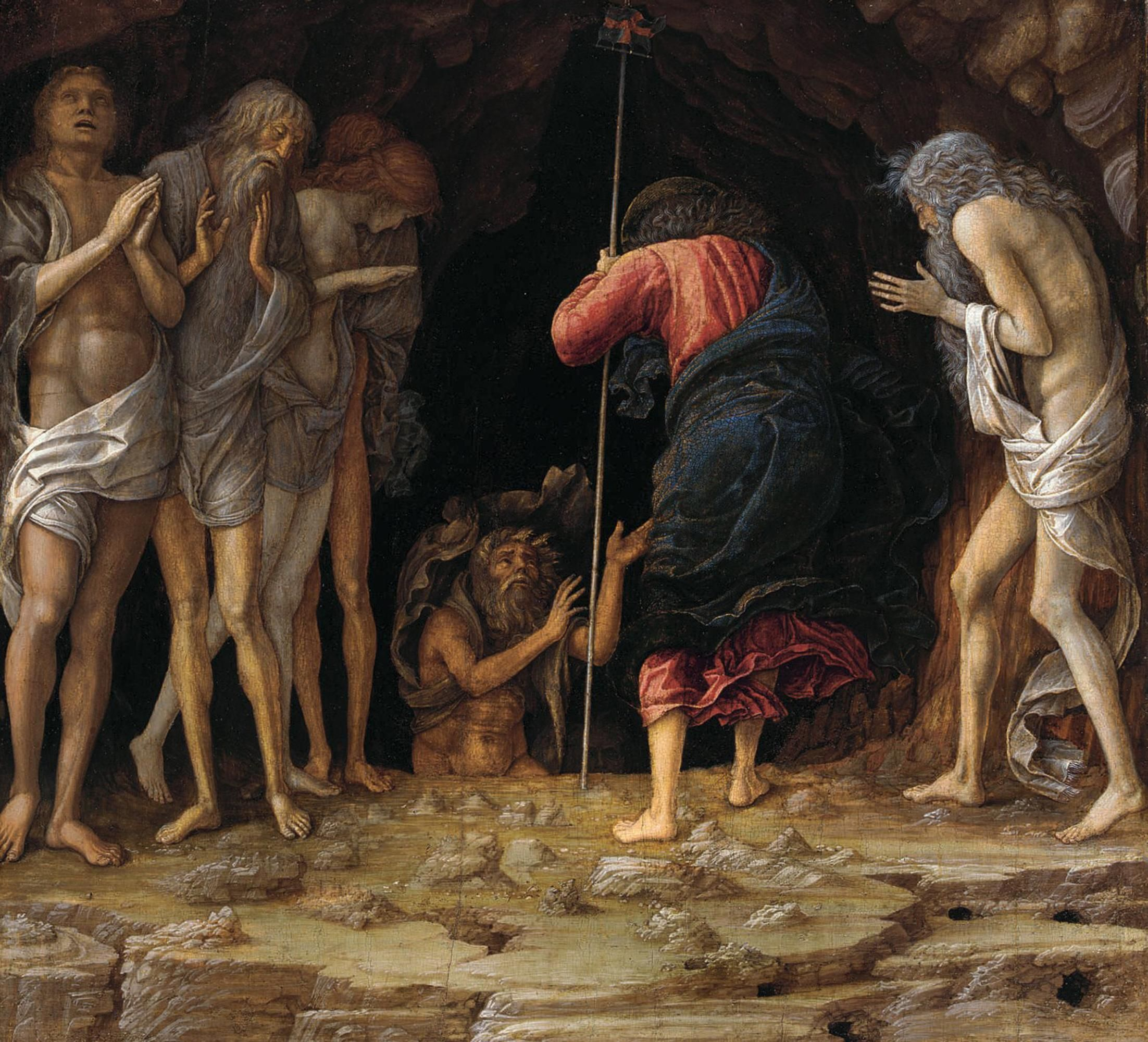
Jesus al Llimbs per Andrea Mantegna.

 Segons una hipòtesi prou difusa fins fa poc en la teologia catòlica, els llimbs són l'indret on es troben les ànimes dels justos esperant la redempció del gènere humà, i també les ànimes dels infants morts sense haver estat batejats.

## Teologia del llimbs
No hi ha referències bíbliques al concepte i no se'n parla abans del segle vi. Al 593, el papa Gregori el Gran va llençar la idea. Segons la teologia escolàstica, del segle xii, els llimbs són l'indret on es troben els patriarques (Llimbs dels patriarques o limbus patrum) i els infants innocents que van morir abans de rebre el bateig (Llimbs dels infants o limbus puerorum). Aquesta idea era una solució al problema dels teòlegs de l'edat mitjana que es trobaven davant un dilema en aplicar el principi que tots els homes que morien sense rebre el bateig que perdona d'un cop el pecat original i tots els pecats anteriors, necessàriament havien d'anar a l'Infern. La idea que infants innocents o els grans patriarques i altres homes honests que vivien abans de Jesucrist haurien de cohabitar in perpetuis amb criminals, apostates, adúlters i altres persones dolentes els era insuportable i difícil d'explicar en predicar d'un déu misericordiós.
Ans al contrari del purgatori, no hi ha cap sortida dels llimbs. Nogensmenys, els patriarques en van sortir quan, segons la tradició, Jesús de Natzaret va baixar a l'infern. Els infants estan condemnats a romandre-hi per sempre, tot i ésser en un estat de beatitud, no podrien mai aprofitar de la contemplació cara a cara de Déu, el cim de la felicitat.

## Avui
El 22 d'abril 2007, la Comissió internacional de teologia del Vaticà va publicar un document que estipulava que hi havia una esperança de salvació completa pels infants que moren sense baptisme. Van afegir que no tenen arguments definitius per a abolir els llimbs i que només hi havia una esperança que Déu salvaria els infants no batejats. Nogensmenys, l'única manera segura per a la salvació roman en el baptisme catòlic.